# Frank Hecker
Frank Hecker (* 27. Juni 1956) ist ein deutscher ehemaliger Fußballspieler. Für die Betriebssportgemeinschaft BSG Wismut Aue spielte er in den 1970er Jahren in der DDR-Oberliga, der höchsten Liga im DDR-Fußball.

## Sportliche Laufbahn
In der Saison 1972/73 wurde Frank Hecker erstmals in den Junioren-Kader von Wismut Aue aufgenommen. Er begann in der Rückrunde mit einem Einsatz in der Startelf als rechter Stürmer, wurde aber im Laufe des Spiels ausgewechselt. Anschließend wurde er in mehreren Punktspielen als Einwechsler eingesetzt. 1973/74 rückte er in die Stammelf auf, spielte auf allen Sturmpositionen und wurde mehrfacher Torschütze. Auch in seiner letzten Juniorensaison gehörte Hecker zum Spielerstamm, spielte hauptsächlich als Linksaußenstürmer und war wieder mit mehreren Toren erfolgreich.
Nachdem er bereits 1974 im Rahmen der DFV-Toto-Sonderrunde in der Begegnung BSG Chemie  Zeitz – Wismut Aue (1:3) zu seinem ersten Pflichtspiel im Männerbereich als Einwechselspieler in der 20. Minute zum Zuge gekommen war, wurde er zur Saison 1975/76 in den Kader der 2. Mannschaft von Wismut Aue aufgenommen. Dort wurde er jedoch in der zweitklassigen DDR-Liga nur in drei Punktspielen aufgeboten, erzielte dabei aber auch wieder ein Tor. Den Durchbruch schaffte Hecker in der Spielzeit 1976/77 in der neu eingeführten Nachwuchsoberliga. Als Mittelstürmer eingesetzt bestritt er alle 26 Punktspiele und schoss dabei fünf Tore. Obwohl er in der folgenden Saison nur zwei Spiele in der Nachwuchsoberliga bestritten hatte, wurde er zur Spielzeit 1978/79 für den Kader der 1. Mannschaft der BSG Wismut nominiert. Deren Trainer Manfred Fuchs setzte Hecker in den ersten zwölf Oberligaspielen in der Regel wieder als rechten Stürmer ein, und Hecker erzielte zwei Tore. Außerdem bestritt Hecker als Einwechselspieler in der 70. Minute das Zweitrundenspiel im DDR-Fußballpokal, das seine Mannschaft gegen den Zweitligisten Motor Suhl mit 1:3 verlor und damit aus dem Pokalwettbewerb ausschied. In der Rückrunde wurde Hecker wieder in die Nachwuchsoberliga versetzt, wo er noch sechs Spiele absolvierte und sein obligatorisches Tor erzielte.
Für die Saison 1979/80 nominierte Wismut Aue Hecker wieder für die Nachwuchsoberliga, er wurde dort aber nicht mehr eingesetzt. Im Lauf der Saison wurde Hecker zum Wehrdienst in der Nationalen Volksarmee eingezogen. Dabei wurde es ihm ermöglicht, bei der Armeesportgemeinschaft ASG Vorwärts Plauen in der DDR-Liga weiter Fußball zu spielen. Hecker konnte dort aber nicht Fuß fassen und bestritt innerhalb von zwei Spielzeiten nur drei Ligaspiele für die Armeemannschaft. Diese stieg nach der Saison 1980/81 aus der DDR-Liga ab und Frank Hecker beendete seine Laufbahn im überregionalen Fußball.